# Nguyễn Tiến Trung
Dans ce nom vietnamien, le nom de famille, Nguyễn, précède le nom personnel.
Nguyễn Tiến Trung (né en 1983, dans le district de Hung Ha dans la province de Thai Binh), est un militant pro-démocratie vietnamien. Son arrestation le 7 juillet 2009 par les autorités vietnamiennes a soulevé une vague de protestations internationales.

## Formation
Trung est parti à l'étranger en 2002 pour effectuer sa scolarité à l'Institut national des sciences appliquées de Rennes. Après cinq années d'études, il y a obtenu un diplôme d'ingénieur en informatique. C'est durant cette période que Trung a commencé ses activités politiques, militant pour plus de démocratie au Viêt Nam.

## Réalisations
En février 2006, Trung a adressé une pétition au 10e congrès du Parti communiste vietnamien. Il a ensuite écrit une lettre, « suggestions de la part d’un élève », au ministre de l’éducation, Nguyen Minh Hien, mettant l’accent sur la forte proportion d’enseignement politique dans le système éducatif vietnamien. Son appel est resté sans réponse.

### Assemblée de la jeunesse vietnamienne pour la démocratie
Nguyễn Tiến Trung a fondé officiellement le 8 mai 2006, l’Assemblée de la jeunesse vietnamienne pour la démocratie (Tập hợp Thanh niên Dân chủ en vietnamien, aussi connue sous le nom de « mouvement de la jeunesse démocratique » et « Jeunesse démocratique du Vietnam »). Cette association appelle les étudiants vietnamiens à publier des articles mettant en exergue le besoin de réformes politiques au Viêt Nam. Elle a quatre buts principaux : sensibiliser aux principes de la démocratie, créer un forum pour l’échange d’idées politiques et mener des actions politiques malgré la présence d’un parti unique au Viêt Nam.
En 2006, lors du sommet de la  Coopération économique pour l'Asie-Pacifique (l'APEC) à Hanoi, l'Assemblée de la jeunesse vietnamienne pour la démocratie a collecté des signatures de leaders de l’APEC.
Durant cette année, Trung s'est également rendu dans plusieurs pays d'Amérique du Nord et d'Europe afin de sensibiliser un plus grand nombre de leaders politiques à son combat pour la démocratie au Viêt Nam. Il a pu rencontrer l’ancien président américain George W. Bush ainsi que plusieurs membres de la Commission européenne.
Le 25 décembre 2006, Trung a publiquement dévoilé son souhait d’être membre du Parti démocratique vietnamien dirigé par Nguyen Si Binh et Nguyen Xuan Ngai (alias Nguyen Trong Nghia). Trung fut ensuite nommé secrétaire député du parti, chargé de la jeunesse.
L'Assemblée de la jeunesse vietnamienne pour la démocratie a lancé une radio en mars 2007, émise depuis leur blog Yahoo! 360° deux fois par semaine pendant 20 minutes et principalement adressée aux jeunes vietnamiens. Dès ses débuts, la radio regroupe plus de 7000 auditeurs.[réf. nécessaire]
Peu de temps après son retour au Viêt Nam en 2007, Trung fut appelé, en mars 2008, pour effectuer son service militaire. Selon les propos de sa mère[réf. nécessaire], il a refusé de prêter serment à l’armée puisque, selon lui, cette dernière serait à l’encontre de l’esprit révolutionnaire développé par Hồ Chí Minh.

## Arrestation en 2009

### Circonstances
Le 6 juillet 2009, Trung a été mis à l’écart de l’armée. Il a été arrêté le 7 juillet 2009 et inculpé pour violation de l’article 88 du code pénal vietnamien pour « avoir tenté de renverser le gouvernement vietnamien. »
Son arrestation fait suite à l’emprisonnement de deux autres dissidents, maître Le Cong Dinh (en) et Tran Anh Kim, un officier de l’armée à la retraite.

### Réactions internationales
Au lendemain de l’arrestation de Trung, Loretta Sánchez, membre de la Chambre des représentants des États-Unis, a officiellement condamné le gouvernement vietnamien pour ses arrestations d’activistes politique.
L’analyste politique Carl Thayer de l’université de Nouvelle-Galles du Sud a déclaré que les charges de subversion à l’encontre de Trung étaient infondées. En effet, à travers cette action, le but réel des autorités communistes était de faire taire les dissidents. 
Reporters sans frontières a publiquement condamné l’arrestation de Trung. En effet, RSF affirme que : « alors que le regard du monde est tourné vers l’Iran et le Xinjiang, le gouvernement vietnamien emprisonne des activistes pacifistes pro-démocratie. » C’est, selon RSF, un terrible retour en arrière d’au moins 10 ans pour la démocratie au Viêt Nam.
Le 14 juillet 2009, les ambassadeurs de Suède et d’Espagne et la Commission européenne ont exprimé leur inquiétude quant à l’arrestation de Nguyễn Tiến Trung et Tran Anh Kim.
D’autres analystes politiques affirment que de telles arrestations dévoilent une volonté certaine du Viêt Nam d’aligner sa politique sur celle de la Chine et d’écraser toute protestation,.
Le 27 juillet 2009, Reporters sans frontières a publié un nouveau communiqué pour protester contre la détention au secret de Trung, craignant qu'il ne soit l'objet de tortures psychologiques et physiques.
Le 24 septembre 2009, Amnesty International a effectué une déclaration publique appelant à la libération de Trung.

### Requalification de la charge pesant sur Trung
Début décembre 2009, la charge pesant sur Trung a été requalifiée en « tentative de renversement du régime du peuple ». Compte tenu de l’article 79 du code pénal vietnamien, Trung risque alors la peine de mort. Son procès pourrait se tenir à la fin du mois de décembre 2009.
Dans une action urgente du 22 décembre 2009, Amnesty International a dénoncé cette requalification, et demandé la libération immédiate et sans condition de Trung, Le Cong Dinh et Tran Anh Kim.

### Procès
Le procès de Trung s'est déroulé en moins d'une journée le mercredi 20 janvier 2010. Il a été condamné à une peine de 7 ans de prison ferme assortie d'une période de résidence surveillée de 3 ans.
Au cours de cette audience, quatre autres dissidents ont été condamnés, sans aucune intervention de témoins, et sans la présence d'experts internationaux.
Selon Amnesty International, « les juges ont délibéré pendant 15 minutes avant de rendre leur décision. Or, il a fallu 45 minutes pour lire le jugement, ce qui laisse penser qu’il avait été préparé avant l’audience. »

### Comité de soutien
Un Comité de soutien en faveur de la libération de Nguyễn Tiến Trung a été créé en France début septembre 2009.
Il a organisé plusieurs rassemblements, à Paris en août et en septembre 2009, et le 22 octobre 2009 à Rennes,

#### Pétitions organisées
Une pétition pour la libération de Trung a rassemblé plus de 3000 signatures mi-janvier 2009.
Amnesty International France a organisé une pétition "10 jours pour signer" du 6 au 16 décembre 2013 dans laquelle Nguyễn Tiến Trung est représenté,.

## Sortie de prison le Samedi 12 avril 2014
Trung est sortie de prison de manière anticipée le Samedi 12 avril 2014 au matin. Il reste assigné à résidence pour une durée de 3 ans.